# Fladaskjeret (Gandsfjord)
Fladaskjeret ist eine Schäreninsel am nördlichen Ende des Gandsfjords in der norwegischen Provinz Rogaland. Sie gehört zum Gebiet der Stadt Stavanger.
Die unbewohnte felsige und karge Insel liegt etwa zwei Kilometer nordöstlich der Halbinsel Stavanger. Etwa einen Kilometer nordöstlich befindet sich die Insel Tunsøya, 500 Meter östlich Bukkholmen und ungefähr einen Kilometer südwestlich Litla Marøya.
Fladaskjeret erstreckt sich in West-Ost-Richtung über etwa 250 Meter bei einer Breite von bis zu 150 Metern und einer maximalen Höhe von sieben Metern. Östlich, nur durch einen schmalen Flachwasserabschnitt getrennt, liegt eine weitere Schäre.
Am 15. April 2017 kam es gegen 15.30 Uhr zu einem Bootsunfall an der Insel. Ein Freizeitboot fuhr von Osten kommend mit etwa 18 bis 20 Knoten so ungünstig auf die Insel auf, dass es erst auf Fladaskjeret, vollständig außerhalb des Wassers, zum Liegen kam. Die beiden Bootspassagiere blieben unverletzt.